# Kill Again
Kill Again è un brano del gruppo thrash metal Slayer, rientrante nel secondo album in studio del gruppo, Hell Awaits (1985).

## Origini e composizione
La musica e il testo del pezzo furono effettuati dal chitarrista Kerry King, con il supporto dell'altro chitarrista Jeff Hanneman per quanto riguarda la musica. In questo pezzo si hanno i primi accenni sul tema dei serial killers, tema che in futuro, verrà sviluppato dal cantante/bassista Tom Araya, il quale scriverà le liriche di altri brani sugli assassini seriali (Dead Skin Mask e 213 per esempio).Il brano parla  di uno schizofrenico  che compie agghiaccianti omicidi per soddisfare la sua sete di sangue, senza fare differenza tra uomini, donne e bambini. 

## I delitti delle "Bestie di Satana"
Kill Again è legato ad alcuni drammatici episodi accaduti tra il 1998 e il 2004 a Somma Lombardo (Varese), ad opera di una setta satanica chiamata "Le Bestie di Satana". Uno dei capi di questa organizzazione, Andrea Volpe, disse, in un interrogatorio dopo l'arresto, che questa canzone gli aveva ordinato di massacrare altri seguaci di questo gruppo e la sua ex fidanzata. Infatti, gli Slayer sono uno dei suoi gruppi preferiti e Volpe, essendo un musicista, suonava vari brani del gruppo (tra cui quello in questione) assieme ad altri adepti (altri pezzi da loro suonati erano quelli di Morbid Angel, Mayhem e Venom). Dopo questa tragedia, i mezzi di comunicazione tornarono ad accusare gli Slayer di manipolare negativamente le menti dei giovani, con la loro immagine e la loro musica, mentre il gruppo si difese non ritenendosi responsabile di questi presunti inneggi all'omicidio.